# Marianne Heemskerk
Pour les articles homonymes, voir Heemskerk.
Marianne Heemskerk, née le 28 août 1944 à Rotterdam, est une nageuse néerlandaise spécialiste des épreuves en papillon.

## Biographie
Elle est divorcée du coureur cycliste Jaap Oudkerk.

## Palmarès

### Jeux olympiques
- Jeux olympiques de 1960 à Rome (Italie) :
  -  Médaille d'argent sur 100 m papillon[1].

### Championnats d'Europe
- Championnats d'Europe 1962 à Leipzig (Allemagne) :
  -  Médaille de bronze sur 100 m papillon